# Онишкевич Тарас Григорович
Тара́с Григо́рович Онишке́вич (псевдо: «Галайда»; 15 червня 1914, Угнів Сокальський район Львівська область — 28 березня 1944, поселення Острів, біля Белза, Сокальський район, Львівська область) — діяч ОУН і УПА, обласний комендант боївок СБ Львівщини, заступник командира ВО-2 «Буг», на його честь названа сотня «Галайда».
Молодший брат Мирослава Онишкевича.

## Життєпис
Народився в Угневі (тепер Сокальського району Львівської області). Його батько був директором банку.
В 1936—1939 ув'язнений в польських тюрмах.

### Бойовий шлях вУПА
З 1940 року був зв'язковим при крайовому провіднику І. Климові (Легенді).
У 1941 р. перебував на 3-місячних курсах при старшинській школі ім. Коновальця у Кракові.
Учасник похідної групи на Київ, арештований у Василькові, втік разом з Василем Куком та Д.Мироном.
Член обласного проводу, референт СБ, учасник II-го Великого Збору ОУНР.
Організував першу сотню УПА на Львівщині — в Пирятинському лісі, Жовківського району. В статусі курінного проводив бої з німцями, партизанами Вершигори, Армією Крайовою.

### Загибель
Перший курінь УПА на півночі Львівщини під командуванням Тараса Онишкевича («Галайди») сформували на початку 1944 року у складі трьох сотень УПА: Дмитра Пелипа («Ема»), Івана Капала («Бродяги»), Івана Козярського («Корсака»). Ці сотні 28 березня (за іншими даними 31 березня) 1944 року взяли участь в наступі на осередок польських збройних формувань в с. Острів, що біля Белза (Сокальського району Львівської області). У переможному бою курінний «Галайда» загинув.

## Пам'ять
Похований в Угневі.
На честь Тараса Онишкевича після його загибелі названа сотня «Галайда».
У 2000 р. в Угневі на будинку, де народилися брати Онишкевичі, відбулося відкриття та освячення пам'ятної таблиці братам Онишкевичам, яку виконав скульптор П. Дзиндра.